# Mario Vicini
Mario Vicini (Martorano, Cesena, 21 de fevereiro de 1913 - Martorano, Cesena, 6 de dezembro de 1995) foi um ciclista italiano que foi profissional entre 1935 e 1953. Nestes anos conseguiu 10 vitórias, as mais importantes das quais seriam o Campeonato da Itália em estrada de 1939 e três etapas no Giro d'Italia. Também conseguiu uma segunda posição ao Tour de France de 1937.

## Palmarés
1935
- Grande Prêmio Cidade de Camaiore

1937
- 2º no Tour de France

1938
- Giro de Toscana
- 1 etapa do Giro d'Italia

1939
- Campeonato da Itália em Estrada
- Giro do Lazio
- 3º no Giro d'Italia

1940
- 2 etapas do Giro d'Italia

## Resultados nas grandes voltas
| Carreira        | 1936 | 1937 | 1938 | 1939 | 1940 | 1941 | 1942 | 1943 | 1944 | 1945 | 1946 | 1947 | 1948 | 1949 | 1950 |
| --------------- | ---- | ---- | ---- | ---- | ---- | ---- | ---- | ---- | ---- | ---- | ---- | ---- | ---- | ---- | ---- |
| Giro d'Italia   | 17º  | Ab.  | Ab.  | 3º   | 4º   | X    | X    | X    | X    | X    | Ab.  | 7º   | Ab.  | Ab.  | 18º  |
| Tour de France  | -    | 2º   | 6º   | -    | X    | X    | X    | X    | X    | X    | X    | -    | -    | -    | -    |
| Volta a Espanha | -    | X    | X    | X    | X    | -    | -    | X    | X    | -    | -    | -    | -    | X    | -    |